# بویوک‌دوز (کنگرلی)
بویوک‌دوز (به لاتین: Böyükdüz) یک منطقه مسکونی در جمهوری آذربایجان است که در شهرستان کنگرلی واقع شده است. بویوک‌دوز ۱۴۳۵ نفر جمعیت دارد.